# Matteo Gualemi
Matteo Gualemi (Firenze, 15 maggio 1988) è un giocatore di biliardo italiano.
Il fiorentino Matteo Gualemi è uno degli più recenti campioni ad affermarsi a livello nazionale e mondiale.
Comincia a giocare nel 2003 nel circolo di San Felice a Ema (Fi), prendendo lezioni da Alberto Putignano. Il suo modello per il gioco del biliardo è David Martinelli.
I suoi successi di maggior prestigio sono stati il primo posto nel campionato del mondo 5 birilli nel 2015, e il primo posto nel campionato europeo 5 birilli nel 2017.
Vincitore della seconda tappa del circuito i Principi del Biliardo nella stagione sportiva 2017/2018.

## Altro
In gioventù ha giocato a calcio da buon trequartista. Ora fidanzato con la figlia di Leandro Manforti.

## Palmarès
I principali risultati
- 2010 Campionato italiano a Squadre  (Saint-Vincent)
- 2011 Campionato italiano a Squadre  (Saint-Vincent)
- 2012 Campionato italiano a Squadre  (Saint-Vincent)
- 2013 Campionato italiano a Squadre  (Saint-Vincent)
- 2013 Campionato italiano categoria Nazionali (Saint Vincent)
- 2015 Campionato Europeo 5 birilli a squadre (Brandeburgo)
- 2015 Campione del mondo specialità Italiana 5 birilli (Milano)
- 2017 Campione europeo specialità 5 birilli (Brandeburgo)
- 2017 Campionato Europeo 5 birilli a squadre (Brandeburgo)
- 2018 Campione italiano Aics (Altavilla Vicentina)
- 2018 Campionato italiano Professionisti (Saint-Vincent)
- 2019 Campionato mondiale per nazioni a Squadre (Lugano)
- 2019 Campione europeo per nazioni a squadre (Brandeburgo)
- 2019 Campione italiano a Coppie specialità Goriziana (Saint Vincent)
- 2021 Campionato italiano Professionisti (Saint-Vincent)
- 2021 Campione italiano a Coppie specialità Goriziana (Saint Vincent)
- 2022 Campione europeo per nazioni a squadre (Hall in Tirol)
- 2023 Campionato italiano categoria Nazionali (Saint Vincent)
- 2025 Campione italiano a Coppie specialità Goriziana (Saint Vincent)

## BTP
Vittorie complessive nel circuito
- Stagione 2015/2016 (Sant'Antonino di Susa)
- Stagione 2016/2017 (Firenze)
- Stagione 2017/2018 (Spoleto)
- Stagione 2019/2020 (Brescia)
- Stagione 2022/2023 (Arco)
- Stagione 2023/2024 (Calangianus)